# Deeringia
Deeringia är ett släkte av amarantväxter. Deeringia ingår i familjen amarantväxter.
Kladogram enligt Catalogue of Life:
| Deeringia | \| \| Deeringia amaranthoides \| \| \| \| \| \| Deeringia arborescens \| \| \| \| \| \| Deeringia polysperma \| \| \| \| |
|           | \| \| Deeringia amaranthoides \| \| \| \| \| \| Deeringia arborescens \| \| \| \| \| \| Deeringia polysperma \| \| \| \| |
|           | Deeringia amaranthoides                                                                                                  |
|           | |
|           | Deeringia arborescens |
|           | |
|           | Deeringia polysperma |
|           | |

## Bildgalleri

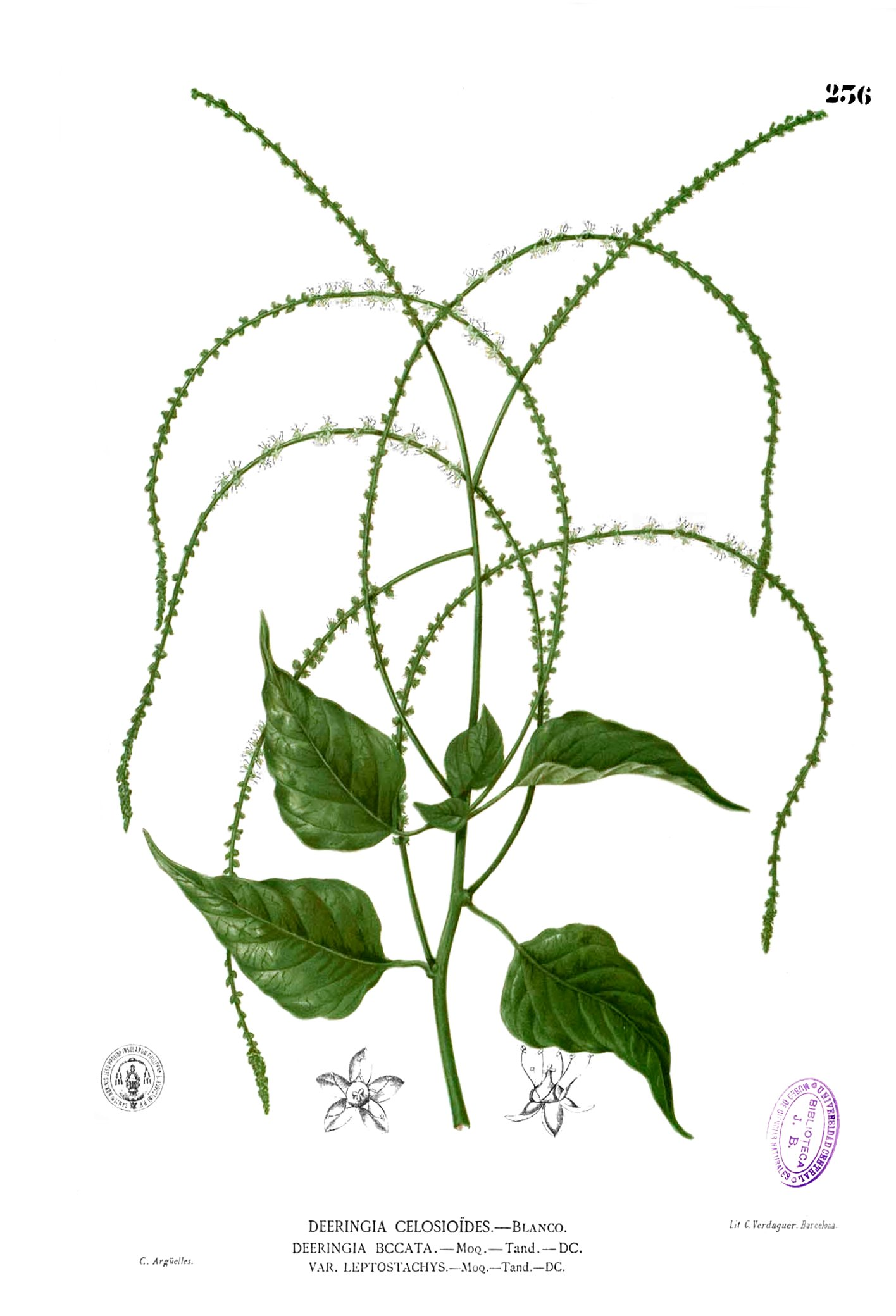
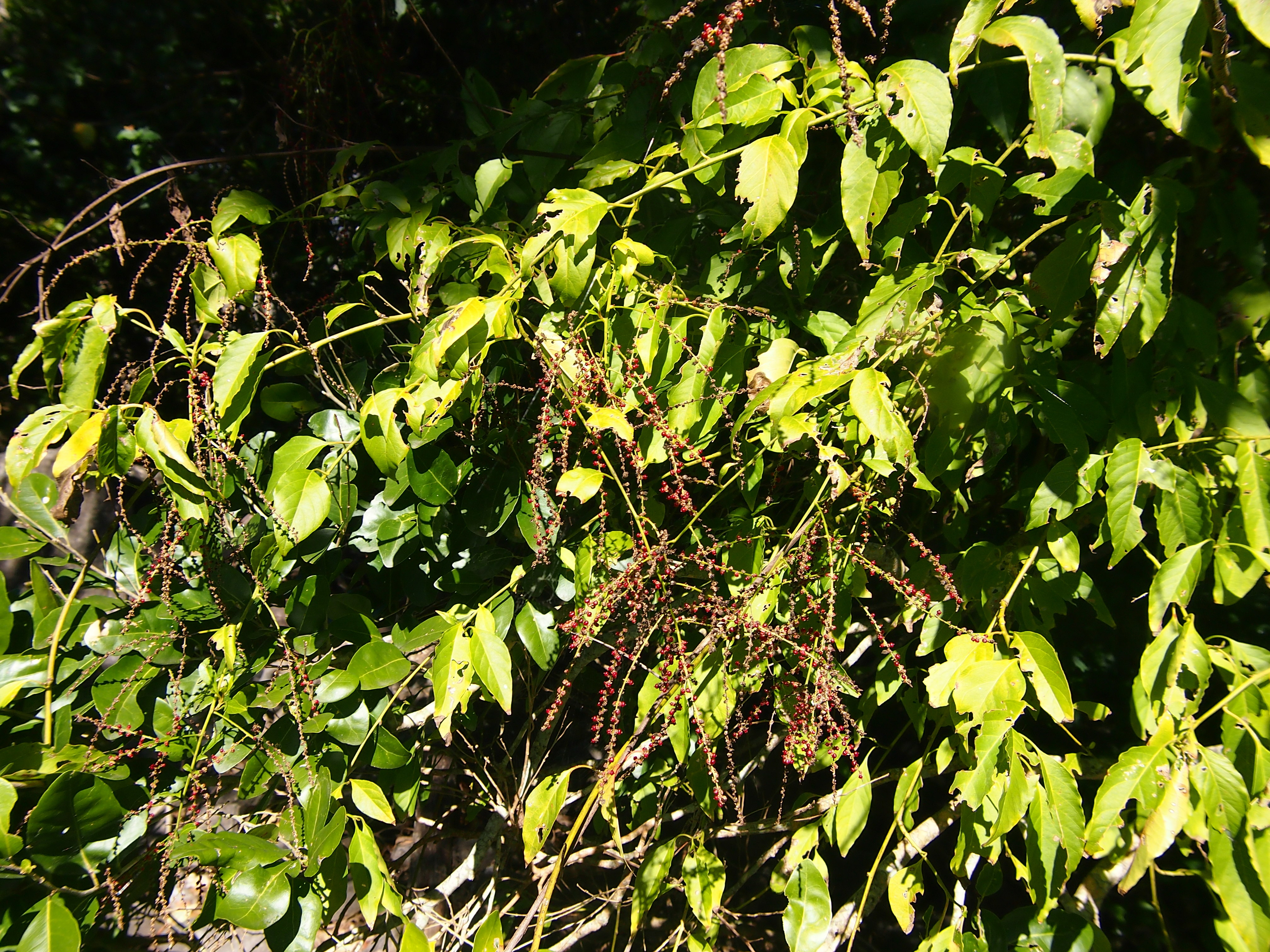
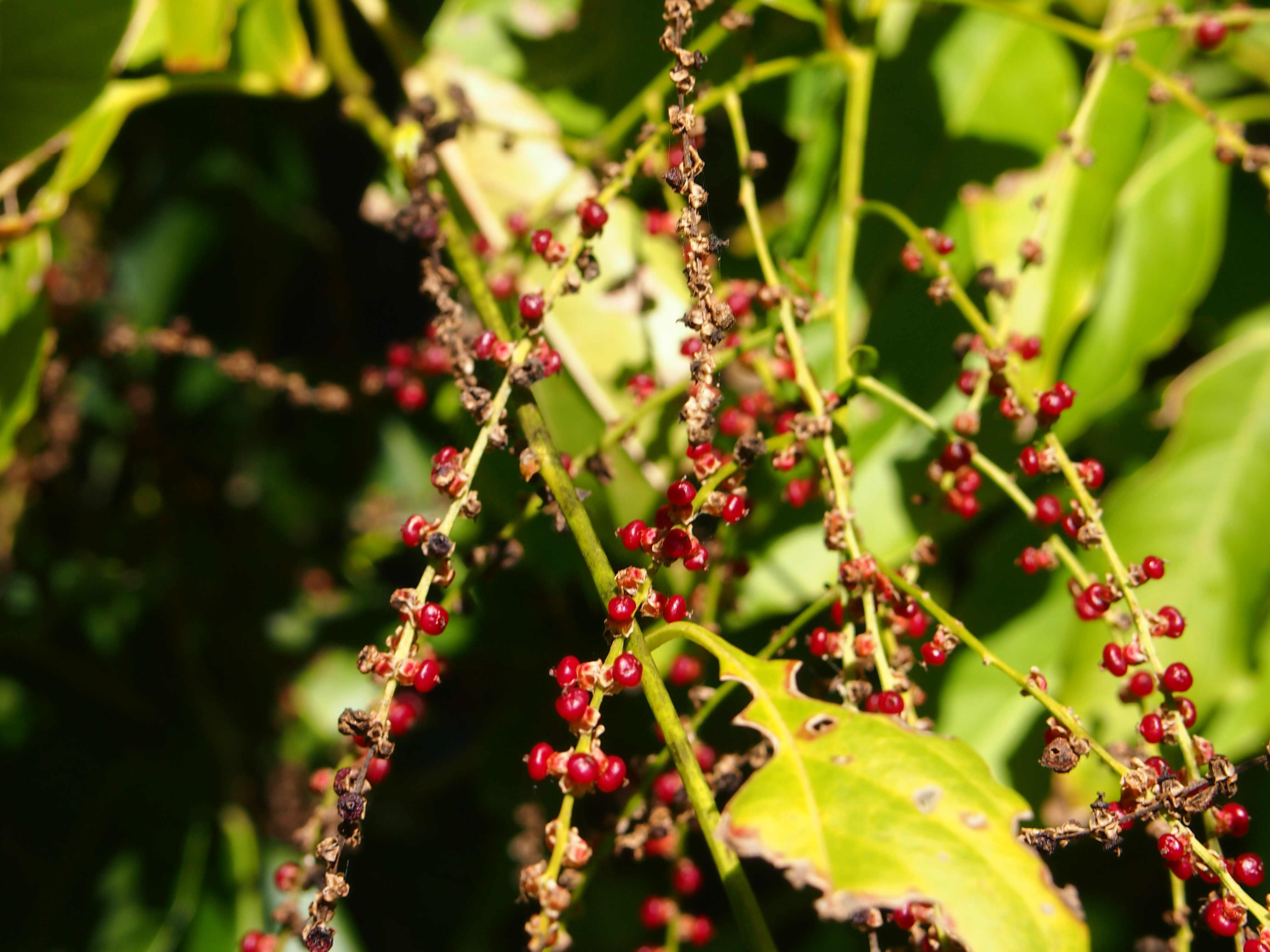
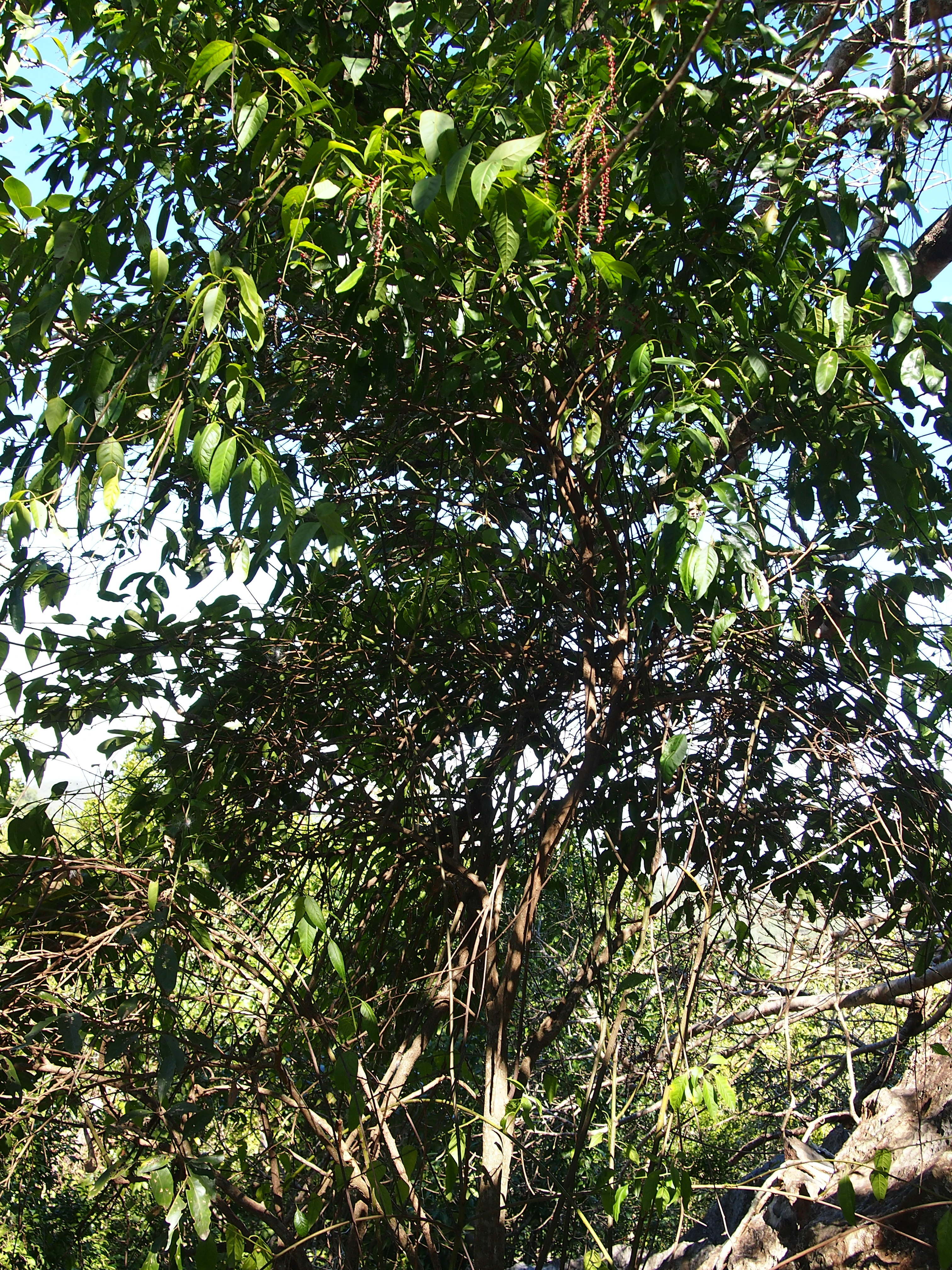
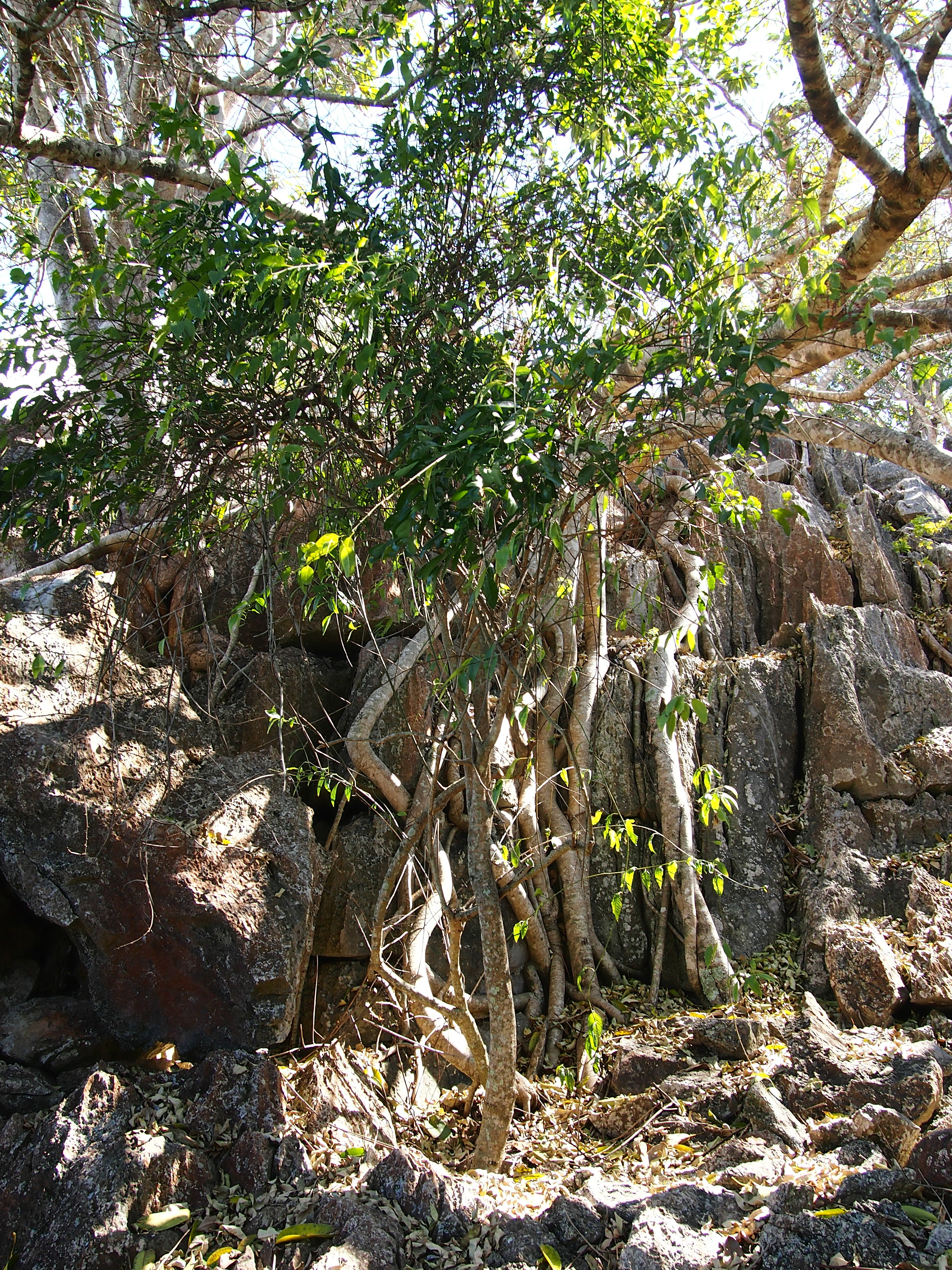
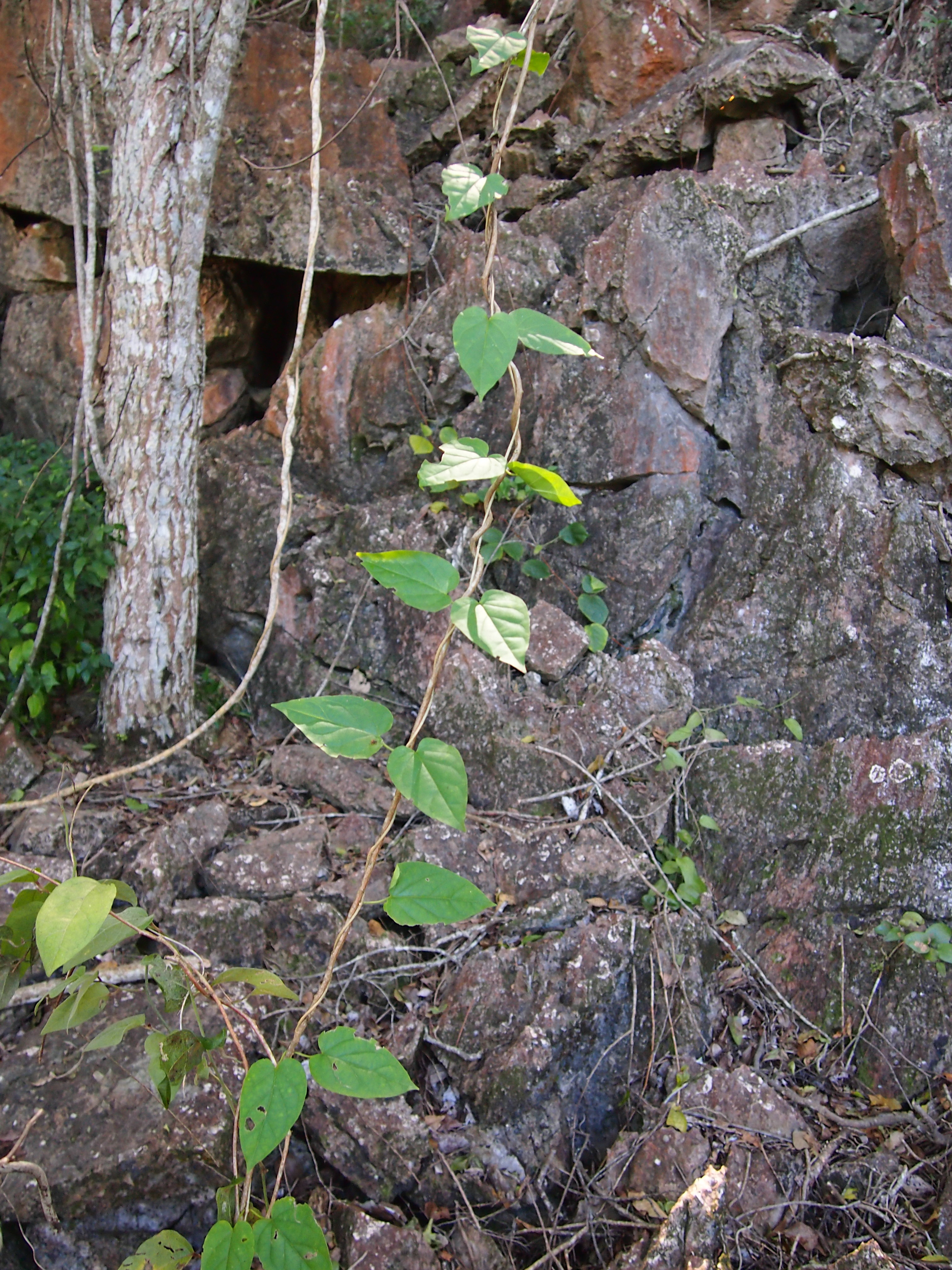